# کسک (شهرستان آراوان)
کسک (به لاتین: Kesek) یک منطقهٔ مسکونی در قرقیزستان است که در شهرستان آراوان واقع شده‌است. کسک ۹۳۸ نفر جمعیت دارد و ۹۴۴ متر بالاتر از سطح دریا واقع شده‌است.